# 建文帝
建文帝（けんぶんてい、洪武10年11月5日〈1377年12月5日〉- 建文4年〈1402年〉?）は、明の第2代皇帝(洪武31年閏5月16日〈1398年6月30日〉 - 建文4年6月13日〈1402年7月13日〉)。姓は朱（しゅ）。諱は允炆（いんぶん）。
靖難の変により永楽帝に帝位を簒奪されたため、明代には皇帝としての在位が否定されていた。その在位中の年号「建文」から一般的に建文帝と称される。

## 生涯

### 即位前
明創始者朱元璋（洪武帝）の長男で皇太子であった朱標（懿文太子・興宗）の次男として生まれる（長男は早世）。洪武25年（1392年）、父の朱標が38歳の若さで死去したため、皇太孫に立てられる。この時に允炆は16歳、心優しい性格で父朱標が病床にあった時には自らの寝食を忘れて看病に当たり、允炆の方がやせ細ってしまったという。洪武帝はこの優しい孫を慈しんだが、同時にこの性格で皇帝としてやっていけるかが心配になり、それまで行っていた功臣粛清を再び起こし（藍玉の獄）、功臣たちをほぼ全滅に追い込んだ。

### 即位・統治
洪武31年（1398年）に祖父洪武帝が崩御。朱允炆が即位した（以下建文帝と呼び替える）。建文帝は皇太孫に選ばれた年に太常寺卿黄子澄を召して燕王ら諸王に対してどう対処するべきかを問い、黄子澄は呉楚七国の乱を例に挙げて、政府軍が出動すれば諸王の軍など問題にならないという楽観論を唱えた。建文帝を輔弼したのが黄子澄・兵部尚書斉泰・翰林院侍講方孝孺らで、この内の黄子澄・斉泰によって削藩、すなわち諸王を排除する政策が行われた。
日本との関係では、建文3年（1401年、和暦・応永8年）に足利義満からの使節の来訪を受け、翌年詔書と大統暦を携えた明使を使節に伴わせて派遣し、その詔書で義満を日本国王として認めた。

### 靖難の変
父朱標が死んだ時に祖父洪武帝は自身の四男である燕王朱棣（後の永楽帝）を後継としてはどうかとの意向を示したが、群臣の反対により頓挫したという話が残る。このように皇族の最高実力者である燕王朱棣を排除するのが建文帝政府の最大の目標であったが、まず燕王の同母弟である周王朱橚を捕えて庶人に落とし、連座して斉王・岷王・代王・湘王が処分された。その後も燕王に対しての圧力を強めた結果、燕王が建文帝政府に対する反乱を決行する。これが靖難の役である。
兵力・大義名分などの点からいっても政府軍の有利であった、しかし洪武帝の功臣粛清により有能な将軍を欠いたこと、建文帝自身が「叔父殺しの不名誉を朕に与えることがないように」などと訓戒したり、経験豊富な将軍を更迭して評判の悪い将軍を採用するなどの要因が重なり、敗北することになった。
かつて抜擢した将軍李景隆が裏切って首都南京の城門を自ら開いて燕王軍を迎えるにあたって、宮中に火災が起こり、建文帝の最後はわからない。

### 革除
簒奪した朱棣（皇帝としては永楽帝）は簒奪の事実を糊塗するために建文帝の存在を歴史から抹殺しようとした。これを「革除」という。まず建文4年を洪武35年と呼び替え、翌年（1403年）を永楽元年とした。そして建文帝は正統の皇帝としての資格を剥奪される。これ以後長きに渡って建文帝の存在は認められなかったが、200年ほど後の万暦23年（1595年）に建文の元号が復活し、更に明の後を受けた清乾隆帝の乾隆元年（1736年）にようやく明の正統皇帝として認められた。

### 生存説
正史である『明史』では上記のごとく「宮中に火起こり、帝、終わるところを知らず。」と記す。一方で建文帝が逃れて生き残ったという話も残る。建文帝が自害しようとした時に太祖朱元璋が「いざという時に開けるように」と残した箱を開き、そこには度牒（僧侶の身分証明書）と袈裟や草鞋・僧帽と路銀がはいっており、それを身に着けて建文帝は南京城を逃れたという。
この話は当時において相当の真実味を持って語られており、永楽帝没後の正統五年（1440年）に建文帝を名乗る僧が出現するという事件が起こっている（この僧は年代の違いからカタリであると投獄されて獄死した）。そして万暦帝が時の宰相張居正に対して建文帝について訪ねたところ生存説を語ったという。1997年時点において日本の研究者は建文帝生存・死亡どちらの立場にも立たない。一方で中国の研究者はほとんどが生存説を採用する。

## 宗室

### 后妃
- 孝愍皇后

### 男子
- 朱文奎（太子）
- 朱文圭

#### 永楽帝の伝記
- 寺田隆信『永楽帝』中央公論社〈中公文庫〉、1997年。ISBN 978-4062921480。
- 檀上寛『永楽帝―中華「世界システム」への夢』講談社〈講談社選書メチエ〉、1994年。ISBN 978-4062921480。
  - 『永楽帝 - 華夷秩序の完成』講談社〈講談社学術文庫〉、2012年。ISBN 978-4480510051。
  - 『永楽帝 - 華夷秩序の完成 電子書籍版』講談社、2017年。ISBN 978-4062921480。
- 荷見守義『永楽帝　明朝第二の創業者』山川出版社〈世界史リブレット人〉、2016年。

#### 朱元璋の伝記
- 檀上寛『明の太祖 朱元璋』 9巻、白帝社〈中国歴史人物選〉、1994年。ISBN 978-4891742256。
  - 『明の太祖 朱元璋 文庫版』筑摩書房〈ちくま学芸文庫〉、2020年。ISBN 978-4480510051。
  - 『明の太祖 朱元璋 電子書籍版』2021年。

## 登場作品
- 『運命』 - 靖難の変を題材にした幸田露伴の歴史小説。
- 永楽英雄伝（中国語版）（2004年・中国、演：タン・グオチャン）
- 大明帝国 朱元璋（2006年・中国、演：周俊豪）
- 大明皇妃 -Empress of the Ming-（2019年・中国、演：タン・シュエリャン）
- 永楽帝〜大明天下の輝き〜（2022年、中国、演：チェン・ユエモー）